# Microneta saaristoi
Microneta saaristoi là một loài nhện trong họ Linyphiidae.
Loài này thuộc chi Microneta. Microneta saaristoi được Kirill Yuryevich Eskov & Yuri M. Marusik miêu tả năm 1991.